# Числа Ферма
У математиці числами Ферма, що названі на честь французького математика П'єра Ферма, який першим дослідив їх, є числа виду:
{\displaystyle F_{n}=2^{2^{\overset {n}{}}}+1}
де n — невід'ємне ціле число. Декілька перших чисел Ферма:
3, 5, 17, 257, 65537, 4294967297, 18446744073709551617, ... послідовність A000215 з Онлайн енциклопедії послідовностей цілих чисел, OEIS.
Якщо 2k + 1 просте і k > 0, то k має бути ступенем 2, таким чином 2k + 1 є числом Ферма. Такі прості називаються простими Ферма. Станом на  2025 рік відомо лише 5 простих чисел Ферма: F0 = 3, F1 = 5, F2 = 17, F3 = 257, та F4 = 65537 послідовність A019434 з Онлайн енциклопедії послідовностей цілих чисел, OEIS, інших таких чисел після Ферма знайдено не було і припускається, що інших не існує.

## Властивості
- Числа Ферма задовольняють таким рекурентним співвідношенням:

1. {\displaystyle F_{n}=(F_{n-1}-1)^{2}+1\,}
2. {\displaystyle F_{n}=F_{n-1}+2^{2^{n-1}}F_{0}\cdots F_{n-2}}
3. {\displaystyle F_{n}=F_{n-1}^{2}-2(F_{n-2}-1)^{2}}
4. {\displaystyle F_{n}=F_{0}\cdots F_{n-1}+2}

Перша й третя рівність перевіряються за допомогою елементарних операцій.

Четверту рівність можна довести методом математичної індукції: 
твердження очевидно правильне для n=1 : F1 = F0 +2;
якщо припустити істинність для декого цілого n, тоді:
{\displaystyle \prod _{k=0}^{n}F_{k}=(\prod _{k=0}^{n-1}F_{k})F_{n}=(F_{n}-2)F_{n}=(2^{2^{n}}-1)(2^{2^{n}}+1)=2^{2^{n+1}}-1=F_{n+1}-2,}
що завершує доведення 4-ї рівності.
Друга рівність може бути зведена до четвертої:
{\displaystyle F_{n-1}+2^{2^{n-1}}F_{0}\cdots F_{n-2}=F_{n-1}+(F_{n-1}-1)F_{0}\cdots F_{n-2}=F_{n-1}+F_{0}\cdots F_{n-1}-F_{0}\cdots F_{n-2}=F_{0}\cdots F_{n-1}+2=F_{n}}
де двічі застосовано четверту рівність.
- Теорема Гольдбаха: будь-які два різні числа Ферма є взаємно-простими.

Це твердження випливає з останньої рекурсії. Справді, жодне з чисел Ферма не є парним, а якщо Fn і Fi, де n>i, взаємно-прості, тоді з попереднього маємо, що {\displaystyle F_{n}=F_{i}\cdot A+2,A\in Z.} Отже, їх спільний дільник має ділити 2, що неможливо для непарних чисел.
- Жодне число Ферма не є сумою двох простих чисел, за винятком F1 = 2 + 3.
- Правильний n-кутник можна побудувати за допомогою циркуля й лінійки тоді і лише тоді, коли {\displaystyle n=2^{r}p_{1}p_{2}\dots p_{k}}, де {\displaystyle p_{i}} — різні прості числа Ферма (теорема Гаусса — Ванцеля).
- Серед чисел виду {\displaystyle 2^{n}+1} простими можуть бути тільки числа Ферма. Справді, якщо у {\displaystyle n} є непарний дільник {\displaystyle m>1}, то згідно з теоремою Безу:

{\displaystyle 2^{n}+1=(2^{m}+1)(1-2^{m}+2^{2m}-\cdots +2^{n-m}),}
і тому {\displaystyle 2^{n}+1} не є простим.
- Простота чисел Ферма ефективно визначається за допомогою тесту Пепіна: Число Fm просте тоді й тільки тоді, коли число {\displaystyle (3^{\frac {F_{m}-1}{2}}+1)} ділиться на Fm[1].
- Теорема Люка: всі прості дільники числа Ферма Fn, де n>1, мають вигляд k×2n+2+1.

## Прості числа Ферма
П'єр Ферма висунув гіпотезу, що всі вони прості. Дійсно, легко показати, що перші п'ять чисел Ферма F0, ..., F4 є простими. Проте Леонард Ейлер визначив, що
{\displaystyle F_{5}=2^{2^{5}}+1=2^{32}+1=4294967297=641\times 6700417.}
Ейлер довів, що кожен дільник Fn має бути виду k∙2n+1+1 (пізніше Едуар Люка посилив це твердження до k∙2n+2+1) для n ≥ 2.
Те, що 641 є дільником F5 можна вивести з рівностей 641 = 27 × 5 + 1 та 641 = 24 + 54. Із першої рівності випливає, що 27 × 5 ≡ −1 (mod 641), і, підносячи до четвертого ступеня, що 228 × 54 ≡ 1 (mod 641). З іншого боку, із другої рівності випливає, що 54 ≡ −24 (mod 641). Із цих конгруєнцій випливає, що 232 ≡ −1 (mod 641).
Залишалися відкритими питання про існування інших простих чисел Ферма і про скінченність чи нескінченність множини таких чисел.
Станом на 2014 рік відомо[джерело?], що Fn є складеними для {\displaystyle 5\leq n\leq 32}. Повна факторизація Fn відома для 0 ≤ n ≤ 11, не відомо жодного дільника для n = 20 та n = 24. 

У жовтні 2020 року було знайдено найбільше відоме складене число Ферма — це F18233954, його дільник 7 × 218233956 + 1[джерело?].

## Факторизація чисел Ферма
Через великий розмір чисел Ферма, вкрай важко виконати їх повну факторизацію або навіть перевірити на простоту. Едуар Люка в 1878 році довів, що кожен дільник числа Ферма Fn має бути виду k∙2n+2+1, де k — додатне ціле. Це числа Прота. Відшукання простих Прота дозволяє легко провести тест на простоту чисел Ферма. 
На сучасних комп'ютерах необхідні й достатні умови для визначення простоти чисел Ферма дає також тест Пепіна. 
Метод еліптичних кривих є найшвидшим для відшукання відносно малих дільників чисел[джерело?]. У проєкті розподілених обчислень Fermatsearch знайдено декілька дільників чисел Ферма. Для пошуку дільників великих чисел Ферма застосовується програма proth.exe авторства Іва Ґалу (фр. Yves Gallot). 
Факторизація перших дванадцяти чисел Ферма:
| F0  | = | 21    | + | 1 | = | 3 — просте |  |
| F1  | = | 2     | + | 1 | = | 5 — просте |  |
| F2  | = | 24    | + | 1 | = | 17 — просте |  |
| F3  | = | 28    | + | 1 | = | 257 — просте |  |
| F4  | = | 216   | + | 1 | = | 65 537 — найбільше відоме просте Ферма |  |
| F5  | = | 232   | + | 1 | = | 4 294 967 297 |  |
|     |   |       |   |   | = | 641 × 6 700 417 (факторизовано повністю в 1732 році [2]) |  |
| F6  | = | 264   | + | 1 | = | 18 446 744 073 709 551 617 (20 цифр) |  |
|     |   |       |   |   | = | 274 177 × 67 280 421 310 721 (факторизовано повністю 1855 році) |  |
| F7  | = | 2128  | + | 1 | = | 340 282 366 920 938 463 463 374 607 431 768 211 457 (39 цифр, факторизовано повністю в 1970 році) |  |
|     |   |       |   |   | = | 59 649 589 127 497 217 × 5 704 689 200 685 129 054 721 |  |
| F8  | = | 2256  | + | 1 | = | 115 792 089 237 316 195 423 570 985 008 687 907 853 269 984 665 640 564 039 457 584 007 913 129 639 937 (78 цифр, факторизоване повністю в 1980 році) |  |
|     |   |       |   |   | = | 1 238 926 361 552 897 × 93 461 639 715 357 977 769 163 558 199 606 896 584 051 237 541 638 188 580 280 321 |  |
| F9  | = | 2512  | + | 1 | = | 13'407'807'929'942'597'099'574'024'998'205'846'127'479'365'820'592'393'377'723'561'443'721'764' 030'073'546'976'801'874'298'166'903'427'690'031'858'186'486'050'853'753'882'811'946'569'946'433' 649'006'084'097 (155 цифр)                                                   |  |
|     |   |       |   |   | = | 2'424'833 × 7'455'602'825'647'884'208'337'395'736'200'454'918'783'366'342'657 (49 цифр) × 741'640'062'627'530'801'524'787'141'901'937'474'059'940'781'097'519'023'905'821'316'144'415'759' 504'705'008'092'818'711'693'940'737 (99 цифр) (факторизоване повністю в 1990 році) |  |
| F10 | = | 21024 | + | 1 | = | 179'769'313'486'231'590'772'930...304'835'356'329'624'224'137'217 (309 цифр) |  |
|     |   |       |   |   | = | 45'592'577 × 6'487'031'809 × 4'659'775'785'220'018'543'264'560'743'076'778'192'897 (40 цифр) × 130'439'874'405'488'189'727'484...806'217'820'753'127'014'424'577 (252 цифри) (факторизоване повністю в 1995 році)                                                             |  |
| F11 | = | 22048 | + | 1 | = | 32'317'006'071'311'007'300'714'8...193'555'853'611'059'596'230'657 (617 цифр) |  |
|     |   |       |   |   | = | 319'489 × 974'849 × 167'988'556'341'760'475'137 (21 цифра) × 3'560'841'906'445'833'920'513 (22 цифри) × 173'462'447'179'147'555'430'258...491'382'441'723'306'598'834'177 (564 цифри) (факторизоване повністю в 1988 році)                                                    |  |

## Узагальнені числа Ферма
Числа виду {\displaystyle a^{2^{\overset {n}{}}}\!\!+b^{2^{\overset {n}{}}}}, де a, b будь-які взаємно-прості числа, такі що a > b > 0, називаються узагальненими числами Ферма. Непарне просте p є узагальненим числом Ферма тоді і тільки тоді, коли {\displaystyle p\equiv 1{\pmod {4}}}. (Ми розглядаємо тільки випадок, коли n > 0, отже 3 = {\displaystyle 2^{2^{0}}\!+1} не є контрприкладом.)
За аналогією зі звичайними числами Ферма прийнято записувати узагальнені числа Ферма виду {\displaystyle a^{2^{\overset {n}{}}}\!\!+1} як Fn(a). У цьому позначенні, наприклад, число 100'000'001 буде записано як F3(10). Далі ми обмежимося простими числами цього виду, {\displaystyle a^{2^{\overset {n}{}}}\!\!+1}, такі прості числа називаються "прості Ферма за основою a". Звичайно, ці прості числа існують лише тоді, коли a парне.

### Узагальнені прості Ферма
Через легкість доведення їх простоти, останніми роками узагальнені прості числа Ферма стали темою для досліджень у галузі теорії чисел. Багато з найбільших відомих сьогодні простих чисел є узагальненими простими числами Ферма.
Узагальнені числа Ферма можуть бути простими лише для парних a, оскільки якщо a непарне, то кожне узагальнене число Ферма буде ділитися на 2. Найменше просте число {\displaystyle F_{n}(a)} з {\displaystyle n>4} — це {\displaystyle F_{5}(30)} або 3032 + 1.